# Mallinella shimojanai
Mallinella shimojanai là một loài nhện trong họ Zodariidae.
Loài này thuộc chi Mallinella. Mallinella shimojanai được Hirotsugu Ono & Tanikawa miêu tả năm 1990.